# Esferas chinas

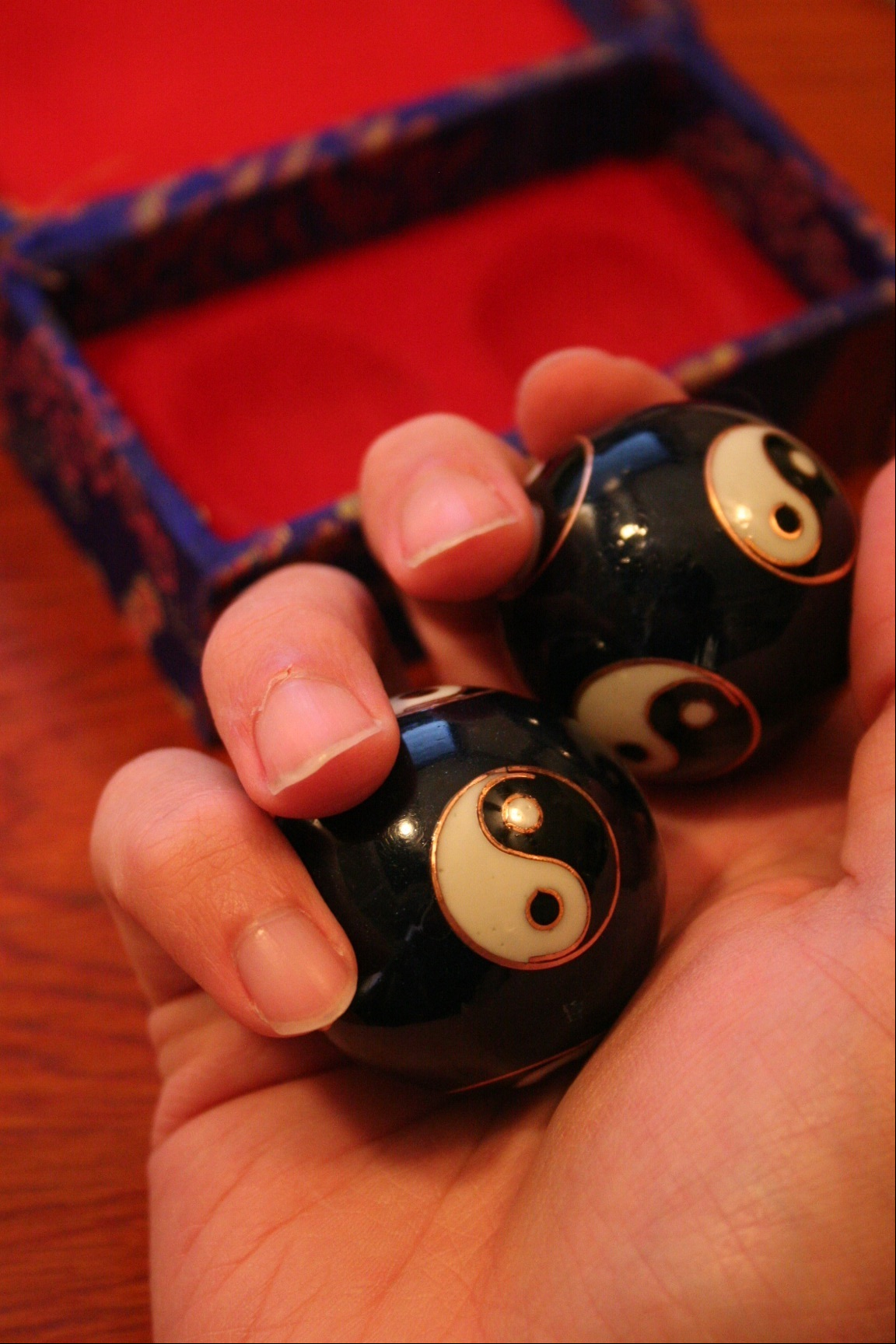
Esferas chinas en uso.

Las esferas chinas, literalmente en chino bolas de hierro de Baoding (保定铁球), también conocidas como bolas de ejercicio físico de Baoding, bolas de salud de Baoding (保定健身球), o simplemente bolas de Baoding, son unas esferas de metal huecas y sonoras de origen chino, para ejercitar las manos, utilizadas con fines terapéuticos, de relajación, concentración y meditación, así como una actividad deportiva.
Provienen y toman su nombre de la ciudad china de Baoding, ubicada a 180 kilómetros al sur de Pekín, y están consideradas como el primero de los «tres tesoros» que posee la ciudad.

## Historia
El uso de bolas de hierro para hacer ejercicio se originó en Baoding, ciudad china ubicada en la provincia de Hebei, alrededor del siglo XIII. Inicialmente eran sólidas y se usaban tanto para hacer ejercicio como para defenderse, utilizándolas como armas. Durante el período del emperador Jiajing (1507-1567), de la dinastía Ming, las bolas sólidas fueron reemplazadas por bolas huecas.
Durante el reinado del emperador Tongzhi (1856-1875) de la dinastía Qing, el herrero de la corte debió retirarse por problemas de salud. Se instaló entonces en la aldea de Ximachi, en los suburbios del sur de Baoding, donde abrió un taller especializado en la fabricación de bolas de hierro. Su negocio fue un éxito y su reputación se expandió hasta que las esferas de hierro se hicieron famosas.
Ya durante el siglo XX, a finales de la dinastía Qing y principios de la República de China constituida en 1911, existían gran cantidad de hornos para hacer bolas de hierro en Ganshiqiao, prefectura de Baoding. También había dos tiendas cerca del templo de Chenghuang. Se hizo costumbre que los viajeros que iban a Pekín, pasando a través de Baoding, compraban bolas de hierro de Baoding como regalo para familiares y amigos.

## Descripción
Son unas esferas de metal esmaltado (aunque también las hay de mármol y de otros materiales). Su tamaño varía entre el de una pelota de golf y una de tenis. La forma básica de usarlas consiste en colocar dos o más esferas en la palma de la mano para hacerlas girar con los dedos y músculos de la palma. Las que son de metal hueco, tienen un mecanismo interno que suena como campanillas, produciendo un sonido ambiental.

## Funcionamiento
Según la medicina china, las enfermedades están causadas por un bloqueo de la energía que fluye por caminos del cuerpo (chi, ki en japonés). A lo largo de estos caminos existen puntos de acupuntura que conectan con los distintos órganos del cuerpo humano. La mano es una parte corporal donde más acumulación de estos puntos hay. Al hacer girar las esferas sobre la mano, se estimulan estos puntos, activando el chi para que fluya por todo el cuerpo.
Este ejercicio estimula también la circulación sanguínea; de esa manera se consiguen cantidades de efectos positivos saludables para el cuerpo: hay una mejora energética y de memoria, se reduce la fatiga y la depresión, incluso aumenta la posibilidad de ser más longevo según La tradición china.[cita requerida]

## Efectividad
En China son utilizadas desde hace varios siglos. Los hospitales chinos las utilizan para facilitar la recuperación de los pacientes, existiendo abundante documentación escrita al respecto.

## La práctica
Recomiendan su ejercicio varias veces al día, durante 3 minutos con cada mano. La forma básica consiste en hacer girar dos de ellas en una mano rotándolas horizontalmente, primero en sentido antihorario y luego en sentido horario, antes de cambiar de mano. Mientras se realiza este movimiento hay que relajarse y hacer ejercicios de respiración de manera uniforme y profunda. Al mismo tiempo puede ser una forma de meditación si se concentra en la respiración y vacía la mente de todo pensamiento.